# Великое Мешково
Великое Мешково (укр. Велике Мішкове) — село на Украине, находится в Амвросиевском районе Донецкой области. Де факто — с 2014 года город находится под контролем самопровозглашённой ДНР. Раньше в селе были отряды казаков, следившие за врагами-татарами. По необходимости докладывали о чём-то в город Изюм, Харьковская область.

## География
Село расположено на реке под названием Крынка.

#### Соседние населённые пункты по странам света
С: Свистуны
СЗ: Сеятель (выше по течению Крынки), Малая Шишовка
СВ: —
З: Благодатное (выше по течению Крынки)
В: Овощное, Красный Луч, Артёмовка (все ниже по течению Крынки)
ЮЗ: Новоклиновка (выше по течению Крынки), Новоамвросиевское, город Амвросиевка
ЮВ: Рубашкино, Карпово-Надеждинка (все ниже по течению Крынки)
Ю: —

## Общие сведения
Код КОАТУУ — 1420682002. Почтовый индекс — 87330. Телефонный код — 6259.

## Население
Население по переписи 2001 года составляет 859 человек.

## Адрес местного совета
87330, Донецкая область, Амвросиевский район, с. Благодатное, ул.Ленина, 26, 91-1-43